# Grumier (camion)
Pour les articles homonymes, voir Grumier.

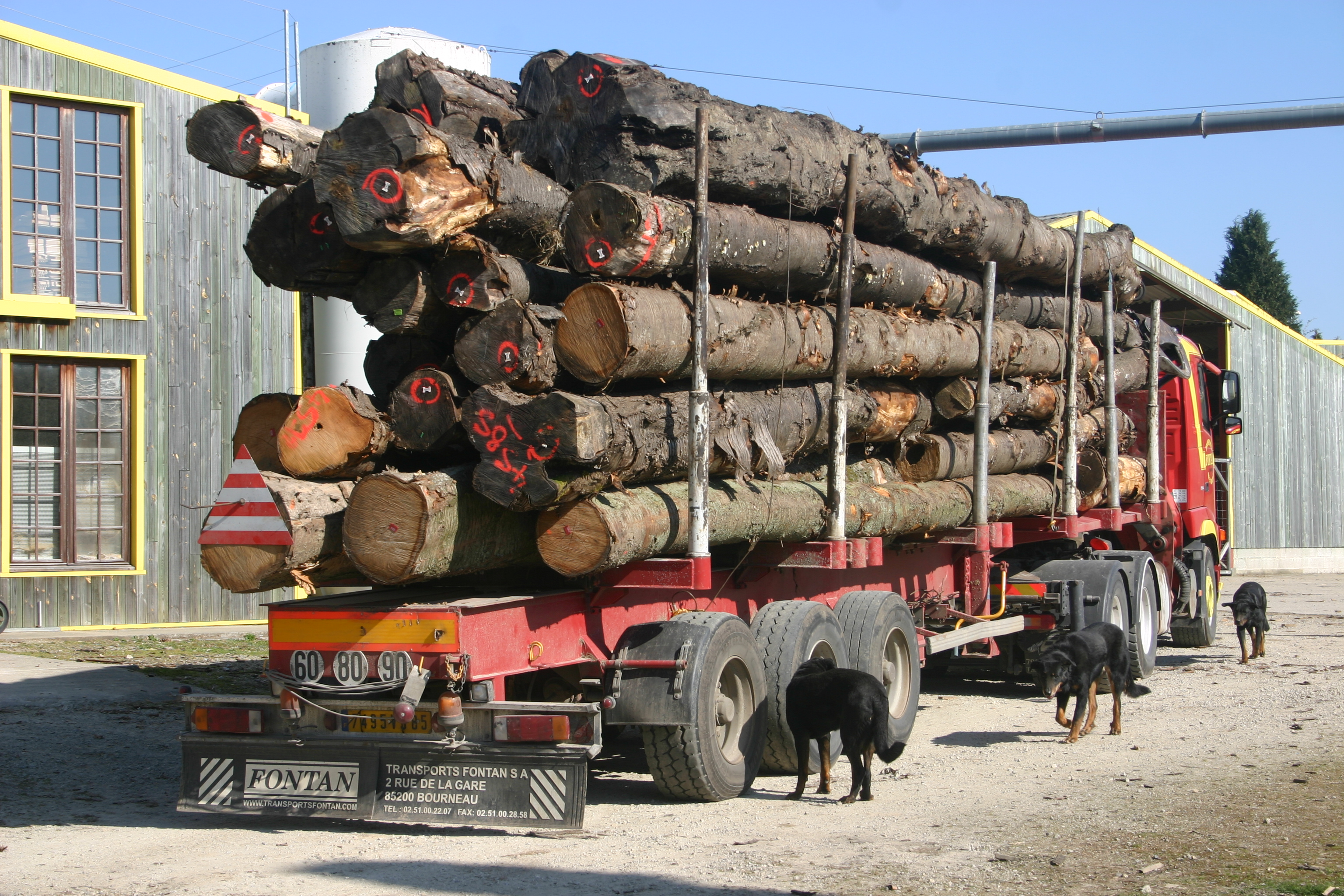

Un grumier est un camion servant au transport du bois, notamment des grumes.
Le terme grumier vient du nom « grume » qui désigne étymologiquement l'écorce du fruit, puis l'écorce de l'arbre et le bois découpé.